# Jackson Howe
Jackson Howe (ur. 16 czerwca 1998 w Calgary) – kanadyjski siatkarz, reprezentant kraju, grający na pozycji środkowego. 
Ma starszego brata Taylora oraz jego siostrą bliźniaczką jest siatkarka Hilary Johnson.

## Sukcesy klubowe
Canada West Championship:
- 2018[6], 2020
- 2019

Mistrzostwa U Sports:
- 2019[7]
- 2018[8]

## Sukcesy reprezentacyjne
Puchar Panamerykański:
- 2023[9], 2024[10]
- 2021[11]

Mistrzostwa Ameryki Północnej, Środkowej i Karaibów:
- 2021[12]

## Udział siatkarza w pozostałych międzynarodowych turniejach w reprezentacji Kanady
| Turniej            | Miejsce     | Rok  |
| ------------------ | ----------- | ---- |
| Liga Narodów       | 15. miejsce | 2022 |
| Liga Narodów       | 12. miejsce | 2023 |
| Mistrzostwa Świata | 17. miejsce | 2022 |

## Nagrody indywidualne
- 2021: Najlepszy środkowy Pucharu Panamerykańskiego[16]
- 2024: Najlepszy środkowy Pucharu Panamerykańskiego[17]